# هيو ماكراكين
هيو ماكراكين (بالإنجليزية: Hugh McCracken) هو عازف مندولين وعازف قيثارة أمريكي، ولد في 31 مارس 1942 في جلان ريدج في الولايات المتحدة، وتوفي في 28 مارس 2013 في مانهاتن في الولايات المتحدة بسبب ابيضاض الدم.

## وصلات خارجية
- هيو ماكراكين على موقع IMDb (الإنجليزية)
- هيو ماكراكين على موقع ميوزك برينز (الإنجليزية)
- هيو ماكراكين على موقع أول ميوزيك (الإنجليزية)
- هيو ماكراكين على موقع ديسكوغز (الإنجليزية)
- هيو ماكراكين على موقع كينوبويسك (الروسية)